# Lumba-Bayabao

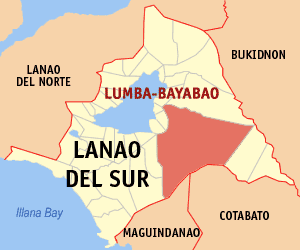
Bản đồ Lanao del Sur với vị trí của Lumba-bayabao

Lumba-bayabao là một đô thị hạng 4 ở tỉnh Lanao del Sur, Philippines. Theo điều tra dân số năm 2000 của Philipin, đô thị này có dân số 23.521 người trong 3.632 hộ.

## Các đơn vị hành chính
Lumba-bayabao được chia ra 38 barangay.
| - Bacolod I - Bacolod II - Bantayao - Barit - Baugan - Buad Lumbac - Cabasaran - Calilangan - Carandangan-Mipaga - Cormatan Langban - Dialongana - Dilindongan-Cadayonan - Gadongan | - Galawan - Gambai - Kasola - Lalangitun - Lama - Lindongan Dialongana - Lobo Basara - Lumbac Bacayawan - Macaguiling - Mapantao - Mapoling - Pagayawan - Maribo | - Posudaragat - Rumayas - Sabala Bantayao - Salaman - Salolodun Berwar - Sarigidan Madiar - Sunggod - Taluan - Tamlang - Tongcopan - Turogan - Minaring Diladigan |